# Antoine Masson (konstnär)

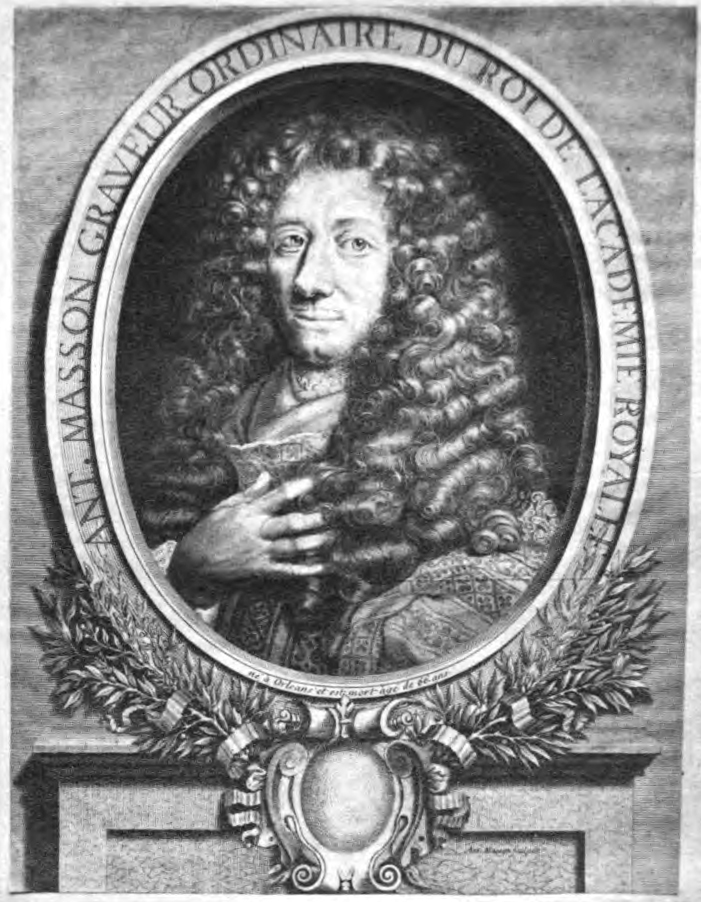
Antoine Masson.

Antoine Masson, född 1636, död 1700, var en fransk kopparstickare. 
Masson säges ha börjat som vapensmed, innan han övergick till sin egentliga konst, inom vilken han nådde stor skicklighet i den illusoriska härmningen av effekten hos olika stoff, vapen, dräkter, hår och dylikt. Hans arbeten består mest av porträtt, exempelvis av greve Harcourt (efter Mignard; kallat Cadet de la perle). Men han utförde även stick efter kompositioner, som efter Tizians "Lärjungarna i Emmaus", kallat La nappe (bordduken) på grund av det skickliga framställandet av borddukens fållar och mönster. År 1697 blev Masson ledamot av akademien i Paris.